# Pont de Point Wolfe
Le pont de Point Wolfe (anglais : Point Wolfe Bridge) est un pont couvert ayant une structure en treillis de type Howe traversant la rivière Point Wolfe dans le parc national de Fundy, au sud-ouest du Nouveau-Brunswick.

## Caractéristique

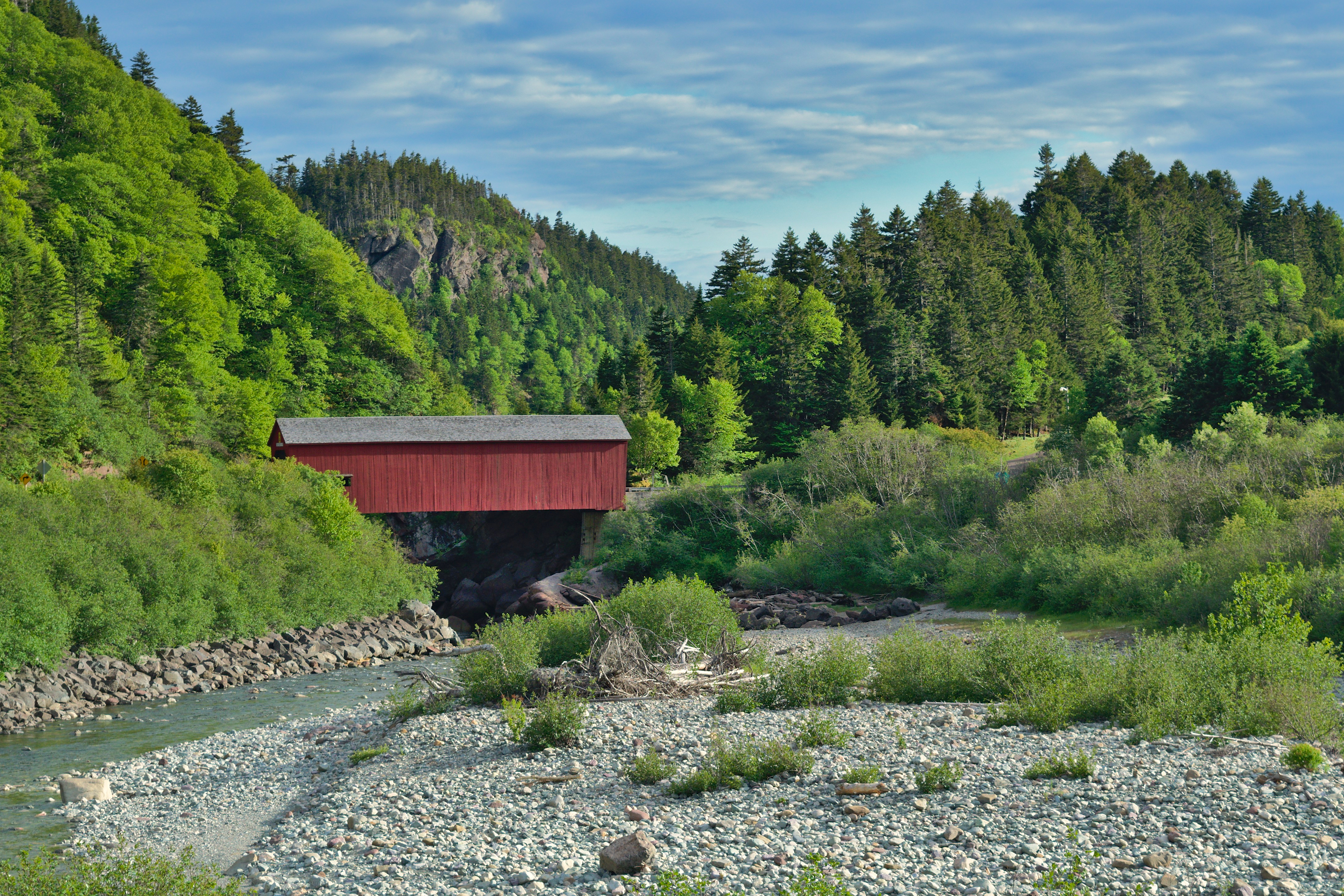
Le pont vu de côté, en 2017.

Le pont de Point Wolfe est située sur le chemin de Point Wolfe dans le parc national de Fundy. Il permet d'avoir accès à un terrain de camping ainsi que les sentiers à l'ouest du parc.
Le pont à une longueur de 28,8 m.

## Histoire
Le pont de Point Wolfe est le quatrième à avoir été construit sur ce site. Le premier est un pont suspendu construit en 1853. Il fut remplacé par une structure plus élaborée vers 1875. Ce dernier s’effondra en 1908. Le propriétaire de la terre, le baron du bois C. T. White, demanda au gouvernement de lui construire un nouveau pont. Il fut construit par un entrepreneur d'Alma, A. E. Smye. Le pont fut couvert l'année suivante. Le pont a été inclus dans le parc national de Fundy en 1948.
En 1990, un rocher menace de tomber et de faire s'écrouler le pont. On décide alors de faire dynamiter le rocher. Après un premier essai infructueux, on décide alors d'utiliser des explosifs. Lors de l'explosion, le 29 décembre 1990, un morceau de roc s’abat sur le pont et le fait tomber. La société d'histoire locale fit alors pression pour que l'on reconstruise un nouveau pont couvert, le premier en 50 ans dans cette province. Il a été reconstruit et a été inauguré en 1992.